# تعمیرکار خودرو

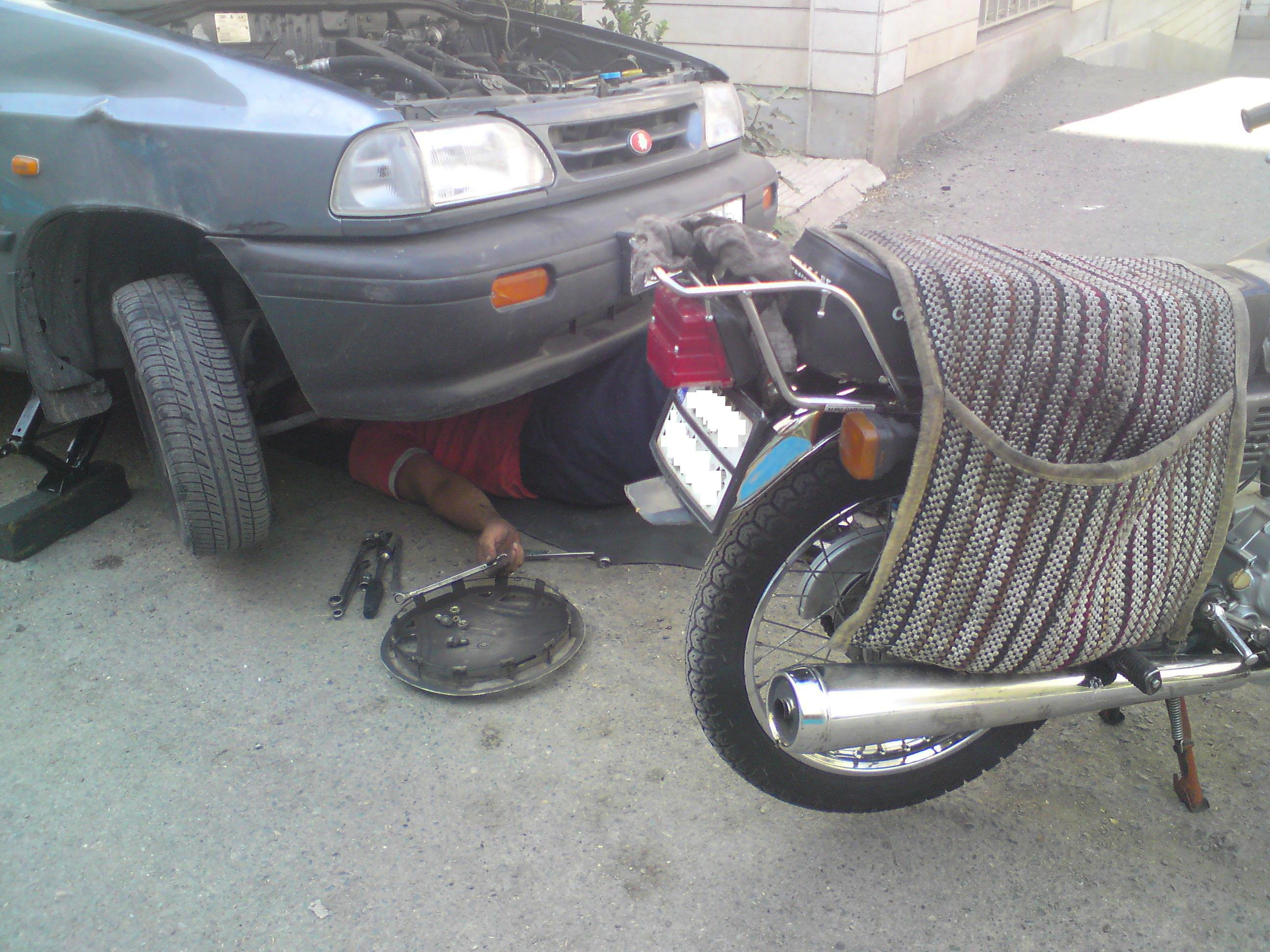
يك تعميركار خودرو سيار در ايران

تعمیرکار خودرو به شخصی گفته می‌شود که به تعمیر، سرویس و بازدید فنی خودرو می‌پردازد. نمونه‌ای از کارهایی که تعمیرکاران در تعمیرگاه انجام می‌دهند عبارتند از:
- بازدید و تعویض روغن موتور

- بازدید و تعویض فیلتر هوا

- بازدید و تعویض شمع

- تعمیر و بازدید موتور

- تعویض تسمه تایم